# Монро Сентер (Илиноис)
Монро Сентер (енгл. Monroe Center) град је у америчкој савезној држави Илиноис.

## Демографија
По попису из 2010. године број становника је 471.
| Група             | 2000.    | 2010.       |
| Белци             | 0 (0,0%) | 460 (97,7%) |
| Афроамериканци    | 0 (0,0%) | 1 (0,2%)    |
| Азијати           | 0 (0,0%) | 0 (0,0%)    |
| Хиспаноамериканци | 0 (0,0%) | 7 (1,5%)    |
| Укупно            | 0        | 471         |